# Birger Lundström
Nils Birger Lundström, född 22 februari 1904 i Skellefteå, död 30 april 1979 i Bromma, svensk tidningsman och politiker (folkpartist), partisekreterare i folkpartiet mellan 1943 och 1960.

## Biografi
Lundström var riksdagsledamot i första kammaren för Stockholms stads valkrets åren 1954–1969. I riksdagen var han bland annat ledamot i utrikesutskottet 1960–1969 (åren 1965–1969 som vice ordförande) och ordförande för folkpartiets förstakammargrupp 1960–1966.
Birger Lundström var även verksam som journalist, bland annat som redaktionssekreterare på Västerbottens-Kuriren 1927–1936, redaktör och ansvarig utgivare för Östgötatidningen 1936–1941 samt redaktör och ansvarig utgivare för folkpartiets tidningar Folkpartiet (1943–1955) och Utsikt (1956–1969). Han är begravd på Bromma kyrkogård.